# Koszmosz–546
A Koszmosz–546 (oroszul: Космос 546) a szovjet Ciklon navigációs rendszer műholdjának makettje volt. Az indítás a Ciklon műholdak Kapusztyin Jarból történő indításának tesztelésére szolgált.

## Jellemzői
Üzemeltetője az MO minisztérium (oroszul: Министерство обороны (МО) СССР).
1973. január 26-án a Kapusztyin Jarból egy Koszmosz-3M (11K65M) segítségével indították magas Föld körüli (HEO = High-Earth Orbit) körpályára. Az orbitális egység alappályája 96,5 perces, 50,6 fokos hajlásszögű, elliptikus pálya perigeuma 575 kilométer, apogeuma 614 kilométer volt. Hasznos terhe 750 kilogramm.
Szolgálati ideje ismeretlen.